# Lambana lebana
Lambana lebana là một loài bướm đêm trong họ Noctuidae.